# L'Arène divisée (Eugenio Lucas Velázquez)
Pour les articles homonymes, voir Arène divisée.
L'Arène divisée (en espagnol : La Plaza partida) est une peinture de tauromachie de Eugenio Lucas Velázquez réalisée en 1853.

## Contexte
Sa peinture est considérée de nos jours comme un genre prisé, spectaculaire et éclatant de couleur, ce qui n'était pas le cas de son vivant. L'art de Lucas était si déprécié qu'on ne l'a longtemps considéré que par ses similitudes avec l'œuvre de Goya. Ainsi Andrew Ginger affirme que Lucas s'est inspiré de la lithographie de L'Arène divisée de Goya pour réaliser cette œuvre, qui pourtant diffère en tous points du tableau de Goya par son aspect festif.
Eugenio Lucas a été cependant été très apprécié par les Marquis Pinar del Rio qui ont acquis 17 de ses toiles au XIXe siècle.

## Description
Dans ce tableau, il y a autant (sinon plus) à voir dans les gradins où les costumes bigarrés abondent. La corrida surgit au milieu de l'arène comme le point culminant d'un ensemble chamarré . la Scène de tauromachie semble secondaire par rapport à l'ensemble du tableau qui rend compte d'une ambiance festive.
C'est l'œuvre-clé de la période la plus classique de Lucas. Il en reste deux variantes de format différent  l'une conservée à La Havane, l'autre à Madrid (collection March) ainsi qu'une gouache préparatoire.

## Les peintures de tauromachie de Lucas Velázquez
Artiste « maudit » à son époque, Lucas Velázquez  constitue un véritable casse-tête pour les historiens d'art. De son vivant, le musée du Prado avait acquis deux de ses œuvres comme d'authentiques Goya, et il dut les repeindre de mémoire pour montrer qu'il en était l'auteur.
Souvent confondues avec celles de Goya ou de Diego Vélasquez, ses peintures donnèrent lieu à des expertises à Paris (Théophile Gautier et Eugène Delacroix étaient parmi les experts).
La production de Lucas Velázquez sur le  thème de la tauromachie a été abondante : La Tienta, ou le picador sur le champ (1851) et Jeu de la cape dans un village (1861), qui sont conservées à la Fondation Lázaro Galdiano de Madrid.
La Course de Taureaux (1860) peinte en (1860) est au musée Goya de Castres.
Plus récemment, on lui a attribué  Corrida : le quite (collection Oskar Reinhart, Winterthour, Suisse) et la Grande Corrida National Gallery of Art, Washington), deux tableaux de dimensions approximativement semblables, datant d'environ 1860.